# Alberto Grilli
Alberto Grilli (Milano, 31 maggio 1920 – Milano, 20 maggio 2007) è stato un latinista e filologo classico italiano.

## Biografia
Allievo di Luigi Castiglioni all'Università Statale di Milano, fu per molti anni professore di materie classiche nei licei, continuando la collaborazione con l'ateneo. Dal 1966 insegnò alla Statale, dove fu professore ordinario di Letteratura latina e, dal 1974/1975, incaricato di Filologia classica greco-latina. Insegnò, con pochissime interruzioni, fino al 1989/1990, quando fu collocato fuori ruolo per raggiunti limiti di età; andò definitivamente in pensione nel 1996.
Membro effettivo dell'Istituto Lombardo di Scienze e Lettere, fu inoltre consigliere dell'AICC (Associazione italiana di cultura classica), condirettore della rivista Atene e Roma, e consulente del Centro di Studi sulla Fortuna dell'Antico di Sestri Levante, e a partire dal 1968 commissario di vigilanza dell'insegnamento del latino al Liceo di Lugano. Nel 1996 venne insignito del Praemium Classicum Clavarense.
Grande amante della montagna e suo assiduo frequentatore finché la salute glielo consentì, scomparve a Milano nel 2007, pochi giorni prima del suo ottantasettesimo compleanno. Amici e allievi, in sua memoria, organizzarono una giornata di studi presso il Liceo di Lugano nell'autunno del 2008, i cui atti furono poi pubblicati.

## Attività di ricerca
Fece oggetto dei suoi studi la cultura filosofica alla base della letteratura e della politica di Roma antica, concentrando le proprie ricerche su Ennio, Cicerone, Lucrezio e Seneca. Pubblicò anche studi di rilevante interesse a proposito di Virgilio e dello pseudo-Virgilio. Importanti i suoi contributi alla filosofia ellenistica, in particolare allo Stoicismo e all'Epicureismo (su questo argomento, oltre agli studi su Lucrezio, sono assai rilevanti quelli su Diogene di Enoanda, della cui grande epigrafe curò un'importante edizione). Sul versante greco si occupò diffusamente di Aristotele, Epicuro, Posidonio, Panezio di Rodi, Sesto Empirico, Porfirio, dell'εὐθυμία ("buonumore") in Panezio e Plutarco, di Filodemo di Gadara. Curò i capitoli relativi allo Stoicismo antico e "medio" nella storia della filosofia curata da Mario Dal Pra.
Il suo interesse per la lingua latina ad ogni livello sia sociale che cronologico è testimoniato non solo dai lemmi della sua edizione rivista del Vocabolario della lingua latina originariamente curato da Reinhold Klotz, che abbracciano sia il latino pagano che quello cristiano; ma anche dalla corposa edizione, con traduzione e ampio commento, della Regula Magistri, da lui curata in concerto con Suor Marcellina Bozzi (O.S.B.), come lui allieva di Castiglioni.
Non trascurò l'epigrafia e l'archeologia, principalmente in campo romano, ed ebbe un singolare quanto vivo interesse per la topografia romana; coltivò anche studi lessicografici sia in campo greco che latino.

## Opere
Una prima Bibliografia degli scritti dal 1948 al 1992 fu raccolta e pubblicata dall'allievo Nicola Pace in A. Grilli, Stoicismo, epicureismo e letteratura, Brescia, Paideia, 1992, pp. XXV-XL; una nuova bibliografia, a cura di Alessandro Cristofori, è gratuitamente accessibile presso il sito della Fondazione Canussio.

### Monografie
- M. Tulli Ciceronis Tuscolanarum disputationum liber secundus, a c. di Alberto Grilli, Torino, Paravia, 1955
- Diogenis Oenoandensis Fragmenta recensuit Albertus Grilli, Milano-Varese, Istituto editoriale cisalpino, 1960
- M. Tulli Ciceronis Hortensius edidit commentario instruxit Albertus Grilli, Milano-Varese, Istituto Editoriale Cisalpino, 1962 (seconda edizione: Marco Tullio Cicerone, Ortensio. Testo critico, introduzione, versione e commento di Alberto Grilli, Bologna, Pàtron, 2010)
- A. G., Studi Enniani, Brescia, Paideia, s.d. [1965]
- A. G., I proemi del De re publica di Cicerone, Brescia, Paideia, 1971
- Scripta Philologa, I-III, a c. di A. G. e Isabella Gualandri, Milano, Cisalpino-La Goliardica, 1977-82
- A. G., Stoicismo, epicureismo e letteratura, Brescia, Paideia, 1992 (raccolta di scripta minora)
- Regola del Maestro, a cura di A. G. e Marcellina Bozzi (O.S.B.), I-II, Brescia, Paideia, 1995
- A. G., Politica, cultura e filosofia in Roma antica, Napoli, D'Auria, 2000
- A. G., Vita contemplativa. Il problema della vita contemplativa nel mondo greco-romano, Brescia, Paideia, 2002² (Milano, 1953¹)

### Dispense accademiche
Alberto Grilli fece pubblicare le dispense di alcuni corsi di Letteratura Latina da lui tenuti negli anni trascorsi all'Università degli Studi di Milano (specialmente nei primi anni d'insegnamento).
- Cicerone de finibus I-II, lezioni per l'anno accademico 1966-67, Milano, La Goliardica, 1967
- Seneca, La tranquillità dell'animo [1970/1971], Milano, La Goliardica, 1971
- Aspetti letterari della crisi del I secolo a.C. [1971/1972], Milano, La Goliardica, 1972
- Seneca, Fedra [1972/1973], Milano, La Goliardica, 1973